# Gerhard Kerschbaumer
Gerhard Kerschbaumer (Bresanona, 19 de juliol de 1991) és un esportista italià que competeix en ciclisme de muntanya en la disciplina de cross-country olímpic. Va guanyar 5 medalles en el Campionat Mundial de Ciclisme de Muntanya entre els anys 2008 i 2018, i 5 medalles en el Campionat Europeu de Ciclisme de Muntanya entre els anys 2008 i 2017.

## Palmarès internacional
| Campionat Mundial | Campionat Mundial              | Campionat Mundial | Campionat Mundial           |
| Any               | Lloc                           | Medalla           | Competició                  |
| ----------------- | ------------------------------ | ----------------- | --------------------------- |
| 2008              | Val vaig donar Sole ( Itàlia)  | 3                 | Cross-country Relay (XCR)   |
| 2009              | Canberra ( Austràlia)          | 1                 | Cross-country Relay (XCR)   |
| 2011              | Champéry ( Suïssa)             | 2                 | Cross-country Relay (XCR)   |
| 2013              | Pietermaritzburg ( Sud-àfrica) | 1                 | Cross-country Relay (XCR)   |
| 2018              | Lenzerheide ( Suïssa)          | 2                 | Cross-country Olímpic (XCO) |
| Campionat Europeu |                                |                   |                             |
| Any               | Lloc                           | Medalla           | Competició                  |
| 2008              | St. Wendel ( Alemanya)         | 2                 | Cross-country Relay (XCR)   |
| 2010              | Haifa ( Israel)                | 2                 | Cross-country Relay (XCR)   |
| 2011              | Dohňany ( Eslovàquia)          | 3                 | Cross-country Relay (XCR)   |
| 2013              | Berna ( Suïssa)                | 1                 | Cross-country Olímpic (XCO) |
| 2017              | Darfo Boario ( Itàlia)         | 3                 | Cross-country Relay (XCR)   |